# Росарио (муниципалитет Синалоа)
Росарио (исп. Rosario) — муниципалитет в Мексике, штат Синалоа, с административным центром в городе Эль-Росарио. Численность населения, по данным переписи 2010 года, составила 49380 человек.

## Общие сведения
Название Rosario дано в честь девы Марии Розарии.
Площадь муниципалитета равна 2635 км², что составляет 4,59 % от площади штата. Он граничит с другими муниципалитета штата Синалоа: на севере с Конкордией и на юге с Эскуинапой, на востоке он граничит с другими штатами Мексики — Дуранго и Наяритом, а на западе омывается водами Тихого океана.

## Учреждение и состав
Муниципалитет был образован в 1915 году, в его состав входит 231 населённый пункт:
| Код INEGI | Населённый пункт                                                             | Численность населения (2005 год) | Численность населения (2010 год) |
| --------- | ---------------------------------------------------------------------------- | -------------------------------- | -------------------------------- |
| 014       | Всего                                                                        | 47394                            | 49380                            |
| 0001      | Эль-Росарио (исп. El Rosario) (административный центр)                       | 15310                            | 16001                            |
| 0388      | Агуа-Верде (исп. Agua Verde)                                                 | 3997                             | 4053                             |
| 0049      | Эль-Посоле (исп. El Pozole)                                                  | 1991                             | 1971                             |
| 0390      | Аподерадо (исп. Apoderado)                                                   | 1849                             | 1923                             |
| 0146      | Чаметла (исп. Chametla)                                                      | 1810                             | 1842                             |
| 0079      | Эхидо-Кахон-Охо-де-Агуа-Нумеро-Дос (исп. Ejido Cajón Ojo de Agua Número Dos) | 1518                             | 1750                             |
| 0394      | Какалотан (исп. Cacalotán)                                                   | 1736                             | 1690                             |
| 0041      | Лос-Посос (исп. Los Pozos)                                                   | 1006                             | 1110                             |

## Экономическая деятельность
По статистическим данным 2000 года, работоспособное население занято по секторам экономики в следующих пропорциях: сельское хозяйство, скотоводство и рыбная ловля — 48,7 %, промышленность и строительство — 13 %, сфера обслуживания и туризма — 34,3 %, прочее — 4%.

## Инфраструктура
По статистическим данным 2010 года, инфраструктура развита следующим образом:
- электрификация: 96,7 %;
- водоснабжение: 91,4 %;
- водоотведение: 88,8 %.

## Туризм
Основные достопримечательности:
- церковь богоматери Розарии, построенный в стиле барокко;
- музей культуры тоторамовes в Чаметле;
- туристическая зона в лагуне Игуанеро, пляжи на побережье Тихого океана.